# 估涡语 (麻阿)
估涡语 (麻阿) (自称: ma33 ŋa33)是一种在中国云南省富宁县格当村、新华乡的彝族人使用的缅彝语群语言（邱富元2012）。